# Kfar Saba
Kfar Saba (Kefar Sava) (hebraisk: כפר סבא) er en by beliggende nordøst for Tel Aviv i Sharon-regionen og øst for Ra'anana.

## Demografi
Kefar Sava har 76.600 indbyggere (CBS, Israel Central Bureau of Statistics, 2001), hvoraf den jødiske andel udgør over 99,9%. Byen har en befolkningsvækst på 2% årligt (2001).

## Historie
Omådet Kfar Saba blev i 1892 købt af en gruppe jødiske zionistiske nybyggere. Men det viste sig snart at være et dårligt køb, da landet lå i et øde og uudviklet område og desuden langt fra alle andre jødiske beboelser. I 1896 købte baron Edmond James de Rothschild området og videresolgte det til landmænd fra Petah-Tikva, som igen videresolgte det til andre, hovedsagelig nye immigranter. Men den osmanniske (tyrkiske) regering nægtede at give byggetilladelse, så de første nybyggere var nødsaget til at bo i hytter af ler og halm. De levede af at dyrke vin, mandler og oliven. Først i 1912 fik de byggetilladelse til at opføre mere permanente bygninger.
Under 1. verdenskrig blev Kfar Saba ødelagt under kampe mellem englænderne og tyrkerne. Samtidig kom der omkring tusind flygtninge, der var blevet smidt ud af deres hjem, fra Tel Aviv og Jaffa. Tyrkernes forsøg på at genhuse flygtningene og Kfar Sabas indbyggere mislykkedes pga. pogromerne i 1921. Samme år vendte de tilbage, og i 1924 kom der flere nye tilflyttere.
Under den arabiske revolte i årene 1936-1939 såvel som under Uafhængighedskrigen i 1948 og Seksdageskrigen i 1968 blev Kfar Saba gentagne gange angrebet af arabere fra Saba og andre nærliggende landsbyer.
I maj 2004 offentliggjorde olieudforskningsselskabet Givot Olam, at det havde gjort store oliefund i Kfar Sabas undergrund.